# Denis Goodwin
Denis Goodwin (19 de julio de 1929-26 de febrero de 1975) fue un guionista y actor de comedias radiofónicas y televisivas de nacionalidad británica.

## Biografía
Nacido en Londres, Inglaterra, estudió en el Dulwich Collage, el mismo centro que el comediante Bob Monkhouse, aunque no hay evidencia de que ambos coincidieran en la escuela. Denis Goodwin se hizo conocido por sus guiones escritos en colaboración con Monkhouse, con el cual compartió el programa Smash Hits en la emisora radiofónica en inglés Radio Luxemburgo. También junto a Monkhouse, escribió y actuó en 1954 en Fast and Loose.
Su asociación con Monkhouse finalizó en 1962 cuando recibió una oferta para trabajar en los Estados Unidos en el equipo de guionistas de Bob Hope. Tras su vuelta a Gran Bretaña, fue el guionista de la serie Bright's Boffins (1970).  
Denis Goodwin se suicidó mediante una sobredosis de drogas en 1975, a los 45 años de edad.